# Gyulagarak
Gyulagarak là một đô thị thuộc tỉnh Lori, Armenia. Dân số ước tính năm 2011 là 2214 người.